# فونتیبون
فونتیبون (به اسپانیایی: Fontibón) یک منطقهٔ مسکونی در کلمبیا است که در بوگوتا واقع شده‌است. فونتیبون ۳۳٫۲۸ کیلومتر مربع مساحت و ۳۱۷٬۱۷۹ نفر جمعیت دارد و ۲٬۶۰۰ متر بالاتر از سطح دریا واقع شده‌است.